# Seyg-El
Seyg-El, ook wel Seg-El, is een personage dat verschijnt in Amerikaanse comics gepubliceerd door DC Comics. Hij is de grootvader van Superman en Supergirl en de vader van Jor-El en Zor-El. Hij is het voormalig hoofd van het Kryptoniaanse Council. Hij verschijnt in de live-actionserie Krypton, daarin wordt hij gespeeld door Cameron Cuffe. 
Het personage Seg-El is vernoemd naar de bedenker van Superman, Jerry Siegel.

## Geschiedenis

### Silver Age
In de Silver Age comics stond het personage Seyg-El bekend als Jor-El I. Hij creëerde een experimenteel ruimteschip, dat door hyperspace naar de Aarde kon vliegen. Hij gaf deze kennis door aan zijn zoon Jor-El II.

### Modern Age
Seyg-El was onderdeel van de Science Council en eerbiedwaardig persoon uit het Huis El. Hij kreeg twee kinderen Jor-El en Zor-El met een genetische bepaalde gezel. Hij had een moeilijke tijd om een relatie tot stand te brengen met zijn briljante en rebelse zoon Jor-El die vocht tegen Kryptoniaanse regels en tradities.
Seyg-El komt de tijdreizende helden Starman (Jack Knight) en Mikaal Tomas tegen op hun intergalactische reis. Zijn jonge zoon Jor-El nam hen mee naar hun huis waar Seyg-El hen ondervroeg. Hij veronderstelde dat zij lid waren van de terroristische organisatie Black Zero. Wanneer ze Seg probeerden te overtuigen dat zij van een andere planeet komen gelooft hij hen niet, dit omdat ze te veel op Kryptonianen lijken. Maar met de hulp van Jor-El lukt het hen om te ontsnappen aan Seyg-Els wachters.
Wanneer straling van Kryptoniet uit de kern van de planeet de "Groene Plaag" veroorzaakt, dat de levens eist van duizenden Kryptonianen, was een van de slachtoffers Zon-Em. Zon-Ems gezel Lara werd een nieuwe gezel toegewezen door het hoofd van de graviditeitskamer die Seyg-Els zoon Jor-El selecteerde. Wanneer Seyg-El zijn zoon informeert, vraagt Jor-El of hij zijn gezel mag ontmoeten, iets dat uiterst ongewoon was in hun cultuur. Echter werd zijn verzoek ingewilligd en al snel trouwde hij Lara. Seyg-El is omgekomen tijdens de vernietiging van Krypton.